# Zosterella
Zosterella é um género botânico pertencente à família Pontederiaceae.